# Hepatica
Hepatica  é um gênero botânico da família Ranunculaceae.

## Espécies
- Hepatica acutiloba
- Hepatica americana
- Hepatica nobilis
- Hepatica transsilvanica